# Chaetomellaceae
Die Chaetomellaceae  bilden die einzige Familie der Pilze innerhalb der Ordnung der Chaetomellales, die zu den Echten Schlauchpilzen gehören.

## Merkmale
Arten der Familie Chaetomellaceae bilden als Fruchtkörper Apothecien, die eingesunken im Substrat oder aufsitzend sein können. Sie können auch fast gestielt sein. Die Fruchtschicht ist flach bis gewölbt und weißlich. Außen sind die Fruchtkörper ockerfarben bis rotbraun. So besitzen z. B. Arten der Gattung Pilidium keine Haare, Arten der Gattung Chaetomella hingegen zerstreute, lange braune Haare (Setae). Diese sind dickwandig,  septiert, glatt und an der Spitze fast keulig. Das Excipulum besteht aus einer Textura angularis (also ein Parenchym-ähnliches Gewebe) bis Textura globulosa (ein Gewebe aus kugeligen Zellen) oder aber aus Textura prismatica (ein Gewebe aus zylindrischen Zellen) bis Textura porrecta (ein Gewebe aus dünnwandigen, parallelen, nur wenig verflochtenen Hyphen). Die Paraphysen sind einfach und an der Spitze verzweigt. Die Schläuche sind zylindrisch bis keulig und einer gerundeten, dickwandigen, inamyloiden Spitze. Sie besitzen immer acht Sporen. Diese sind durchscheinend, elliptisch bis spindelförmig und unseptiert. Die Nebenfruchtform besitzt zwei Formen (dimorph): Die eine Form produziert Pyknidien, die dunkelbraun bis schwarz gefärbt und sitzend sind. Die andere Form produziert Sporodochien, die sitzend, aber auch lang gestielt sein können. Die Konidienträger können braune Setae besitzen. Die konidiogenen Zellen sind phialidisch. Die Konidien sind gerade bis sichelförmig mit spitzen Enden und sind unseptiert oder einfach septiert.

## Ökologie
Chaetomellaceae leben saprotroph oder parasitisch auf krautigen Stängeln oder auf Früchten von zweikeimblättrigen Pflanzen.

## Systematik
Die Familie Chaetomellaceae wurde erst 2015 von Hans-Otto Baral, Peter R. Johnston und Amy Yarnell Rossman erstbeschrieben. Sie wurde anfangs zu den Helotiales gestellt, aber 2017 wurde dann die Ordnung als phylogenetisch unterschiedlich von Pedro Willem Crous und Sandra Denman erkannt und als Chaetomellales beschrieben.  Die Familie Marthamycetaceae wurde anfangs in diese Ordnung gestellt, 2019 aber wurde eine eigene Ordnung, die Marthamycetales beschrieben. Die Ordnung ist daher monotypisch.
Zu der Familie der Chaetomellaceae gehören folgende Gattungen:
- Chaetomella mit 26 Arten
- Pilidium mit 23 Arten
- Sphaerographium mit 23 Arten
- Synchaetomella mit drei Arten